# Dracula: The Dark Prince
Dracula: The Dark Prince (br/pt: Drácula - O Príncipe das Trevas) é um filme estadunidense dos gêneros drama e terror. O longa é estrelado por Luke Roberts e Jon Voight.

## Elenco
- Luke Roberts.. Dracula
- Jon Voight.. Leonardo Van Helsing
- Kelly Wenham.. Alina/Erzebet
- Ben Robson.. Lucian
- Holly Earl.. Esme
- Stephen Hogan.. Renfield
- Richard Ashton.. Andros
- Poppy Corby-Tuech.. Demetria
- Vasilescu Valentin.. Wrat